# سووبودا ناد وپوو
سووبودا ناد وپوو (به چکی: Svoboda nad Úpou) یک منطقهٔ مسکونی و شهرستان دارای شهرک سابقاً روستا در جمهوری چک است که در منطقه تروتنوف واقع شده‌است. سووبودا ناد وپوو ۲٬۱۷۱ نفر جمعیت دارد.